# Disenchantment Bay
Die Disenchantment Bay ist eine Bucht am Fuße der Eliaskette im Südosten von Alaska am Übergang zum Panhandle. Sie grenzt bei Point Latouche an die Yakutat Bay, eine Bucht des Golfs von Alaska, und erstreckt sich 16 km bis zum Hubbard-Gletscher und der Mündung des Russell-Fjords nach Nordosten.
Kapitän Alessandro Malaspina, der von 1789 bis 1794 die erste große spanische Forschungsexpedition in den Pazifik leitete, nannte die Bucht 1792 „Puerto del Desengano“ (englisch Disenchantment Bay, dt.: Bucht der Ernüchterung), weil sie nicht die erhoffte Verbindung zum Atlantik darstellte. Malaspina war bis zur Haenke Island am Ende der Bucht gesegelt, bevor er diese vom Eis des Hubbard-Gletschers versperrt fand.
Das Erdbeben in der Yakutat Bay 1899 mit einer Stärke des Hauptbebens von 8,2 verursachte große Veränderungen der Erdoberfläche in der Region. An der Westküste der Disenchantment Bay trat eine maximale Hebung von 14,5 Metern auf.
Der am 14. August 2002 erfolgte Bruch des Hubbard-Gletschers, der den Russell-Fjord für rund einen Monat von der Disenchantment Bay abgeschnitten hatte, war der bisher zweitgrößte von Menschen dokumentierte Gletscherlauf.